# Jesús María Duñabeitia
Jesús María Duñabeitia Vidal (Bilbao, 25 de noviembre de 1929-26 de noviembre de 2013), conocido popularmente como Beti Duñabeitia, fue un político español de ideología nacionalista vasca.

## Biografía
Jesús María Duñabeitia creció en el seno de una familia de comerciantes del Casco Viejo de Bilbao y en su juventud destacó en la pelota vasca y en el fútbol. Su padre, Alberto Duñabeitia, fue futbolista del Athletic Club entre 1923 y 1926, y anteriormente también lo había sido del RCD Español.
En 1977 presentó su candidatura a la presidencia del Athletic Club, con el aval del Partido Nacionalista Vasco (PNV). Anteriormente, había sido directivo en la Junta Directiva de José Antonio Egidazu. Fue presidente de 1977 a 1982, siendo el último presidente elegido por los compromisarios y el primero elegido por los socios.
Durante su mandato se volvió a izar la ikurriña en el estadio de San Mamés de manera oficial. Este hecho ocurrió el 8 de agosto de 1977, en un partido amistoso ante el Aston Villa F. C. inglés.
Cuando dejó el cargo fue nombrado directivo de la Federación Española de Fútbol.
En 1983 fue elegido concejal en el Ayuntamiento de Bilbao dentro de las listas del PNV. Fue nombrado responsable del área de Bienestar Social por el alcalde José Luis Robles y poco después asumió el mando del Consorcio de Aguas de Bilbao. En las elecciones de 1987 volvió a ser elegido concejal y, cuando en 1990 dimitió el alcalde José María Gorordo, fue elegido alcalde de Bilbao con los votos a favor del PNV y del Partido Socialista de Euskadi. No presentó candidatura a las elecciones municipales de 1991.
Murió el 26 de noviembre de 2013, tras una larga enfermedad, a la edad de 84 años.